# Yoshihiro Togashi
Yoshihiro Togashi (em japonês: 冨樫 義博; romaniz.: Togashi Yoshihiro; nascido em Shinjo, Japão, em 27 de abril de 1966) é um mangaká japonês. Começou a desenhar mangá em uma idade precoce, enquanto frequentava  a faculdade, a editora Shueisha reconheceu o seu talento. Togashi é autor de numerosas séries de mangá em diferentes gêneros durante as últimas três décadas. É mais conhecido por escrever e ilustrar as séries Yu Yu Hakusho e Hunter × Hunter, ambos os quais foram publicados na revista Weekly Shonen Jump. Togashi é casado com Naoko Takeuchi, autora de Sailor Moon.

## Biografia
De acordo com a Shonen Jump, Togashi recebeu, em 1987, o Prêmio Tezuka, por sua obra de estreia como mangaká profissional Ookami nanti kowakunai!. Tal prêmio, que foi nomeado em homenagem a Osamu Tezuka, o criador de Astro Boy, é concedido aos artistas de quadrinhos mais influentes do Japão. 
Em 1990, começou a desenhar a obra que o consagrou em todo o mundo, Yu Yu Hakusho, que saiu na revista Shonen Jump, da Shueisha, até seu fim, em 1994. Yu Yu Hakusho foi compilado em 19 volumes tankobon. Um ano depois, ele criou Level E, mangá que conta a história de um príncipe alienígena que veio à Terra para divertir-se com a raça humana.
Em 1998, Yoshihiro criou Hunter × Hunter. É uma obra que se inicia com um enredo simples, mas que, com o passar do tempo, vai se tornando cada vez mais complexa e descontraída, levando o público a uma verdadeira reflexão e uma profunda aula de filosofia e sociologia. Togashi conseguiu criar momentos cada vez mais marcantes ao longo de distintos arcos, em que os personagens evoluíam e os leitores acompanhavam suas mudanças de objetivos. Contou com 32 volumes encadernados até dezembro de 2012, com 349 capítulos lançados, tornando-se um sucesso mundial de vendas. Mesmo o autor não publicando com frequência (o que, segundo nota pública da editora Shueisha, ocorre por motivos de saúde), a obra consagrou-se como um best-seller. Hunter x Hunter voltou a ser lançado semanalmente no início de junho de 2014. No entanto, retornou ao hiato semanas depois, voltando a ser publicado a partir de abril de 2016 e parando de novo em novembro de 2018. Desde então, não houve lançamento de novos capítulos.
Desde janeiro de 1999, Yoshihiro Togashi é casado com a autora Naoko Takeuchi, a criadora de Sailor Moon e de Codename wa Sailor V. Ele menciona seu casamento no volume 5 de Hunter × Hunter. Eles têm dois filhos juntos.

## Lista de trabalhos

### Mangás
- Sensēha Toshishita!! (1986)
- Jura no Miduki (1987)
- Ōkami Nante Kowakunai!! (1989)
- Tende shôwaru Cupid (1990) (4 volumes, sendo depois reeditado em 3 volumes)
- Yu Yu Hakusho (1990-1994) (19 volumes na edição original e 15 na reedição de luxo)
- Level E (1995-1996) (3 volumes)
- Hunter x Hunter (1998-presente) (A obra consta com 37 volumes até o momento, tendo retornado do hiato em que entrou no final de Julho de 2018[1], que durou 4 anos)

### Livros ilustrados
- Obaa-nu- to Chibaa-nu (2005) escrito por Naoko Takeuchi: Um livro infantil dado como presente no aniversário de seu primeiro filho.
- Biohazard 3: The Last Escape Guia Oficial (1999, publicado pela ASCII )